# Cardellina versicolor
La reinita rosada (Cardellina versicolor), también conocido como chipe rosado y chipe cabeza rosada, es una especie de ave paseriforme de la familia Parulidae que habita el altiplano del sudoeste de Guatemala y las tierras altas del centro y sudeste del estado mexicano de Chiapas.  Es bastante común en los bosques de pino-encino húmedos a semi-húmedos y bosques perennes, en altitudes que van desde 1800 hasta 3500 m s. n. m. El plumaje del ave adulto es principalmente rojo, con la cabeza y el pecho de color rosa-plateado. No tiene subespecies reconocidas.

## Taxonomía
Fue descrita por primera vez por Osbert Salvin en 1864, y se le asignó al género Cardellina. También fue brevemente asignado a Setophaga, antes de ser trasladado al género Ergaticus en 1881. En 2011 fue nuevamente trasladado al género Cardellina.
Es monotípico a lo largo su área de distribución, aunque forma una superespecie con Cardellina ruber, que se distribuye en las tierras altas de México al norte del istmo de Tehuantepec.  A pesar de tener una distribución disjunta y plumajes diferentes, las dos especies se consideraron a veces como conespecíficas.
El nombre de género, Cardellina, viene del italiano y es el diminutivo de cardella, un nombre regional para el jilguero. Su nombre específico, versicolor, es latín para "de colores cambiantes o diferentes". El último es una referencia al color cambiante de la cabeza, la cual, dependiendo del ángulo de vista, puede tener una aparencia rosada o roja oscura.

## Descripción

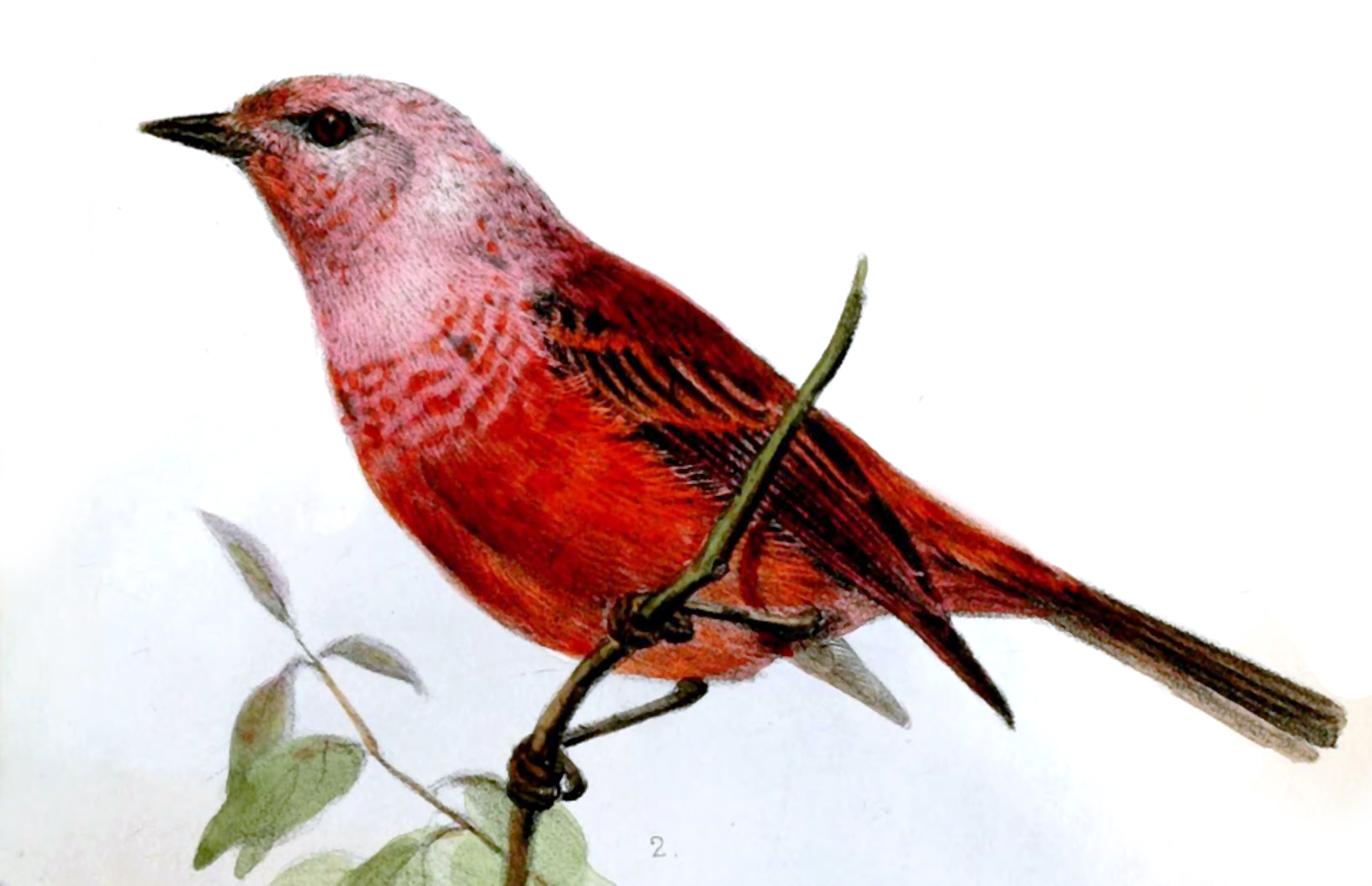
Ilustración por Joseph Wolf (1863).

Tiene una longitud de 12,5 – 13,5 cm, y pesa aproximadamente 10 gramos. Ambos sexos tienen un plumaje semejante, aunque por lo general las hembras tienen colores ligeramente más apagados. En el ave adulto las partes superiores son de color rojo profundo, el pecho es rosa plateado, y las partes inferiores rojo-rosado. Su cabeza es de color rosa plateado, con una frente rojiza, lores oscuros y el iris marrón oscuro.  Su pico es negruzco, a veces con un poco de color cuerno en la mandíbula inferior, y las patas son de color carne.
El plumaje de las aves juveniles es de color marrón con la parte ventral ligeramente más pálida.  Sin embargo, su plumaje muda rápidamente y a finales del verano los juveniles son prácticamente indistinguibles de los adultos. Solo se distinguen por sus cráneos no osificados.

### Vocalización
Su llamada es alta, delgada y algo metálica, y se transcibió de forma variable como tsiu, ssing o tseeip. También produce un chip bajo y débil que utiliza para mantenerse en contacto con su pareja. Su canto se compone de una serie de chips y trinos cortos, que se describe como "claro y alegre", algo parecido a la canción de la reinita de manglar, así como más lento y menos variado que el de Cardellina ruber.  Solo los machos cantan. Aunque sus llamadas se escuchan durante todo el año, canta principalmente entre febrero y mayo, y no canta durante la temporada de lluvia en el mes de junio.

## Distribución y hábitat
Es endémico del altiplano occidental de Guatemala y de las tierras altas del centro y del este de Chiapas en México. Es bastante común en los bosques de pino-encino húmedos y semi-húmedos, bosques de pino-perenne y bosques perennes, en altitudes que van desde 1800 hasta 3500 m s. n. m.  Prefiere los bosques densos con sotobosque sin perturbaciones, pero en sus bastiones en Guatemala también se encuentra en bosque perturbado con sotobosque dañado, el cual es considerado un hábitat subóptimo. A pesar de que es una de las especies que se puede esperar en El Salvador, su presencia no fue registrada en ese país.

## Comportamiento
Parejas apareadas suelen permanecer juntos durante todo el año. Es raro encontrar más de dos aves juntos, excepto cuando están buscando alimentos para sus crías.

### Alimentación
Es un ave insectívoro, que espiga insectos y otros invertebrados de la vegetación (principalmente en el sotobosque denso) y que se lanza persiguiendo presas que vuelan. Por lo general busca alimento entre los 2 - 5 m del suelo, rara vez por encima de 7 m, excepto durante la época del apareamiento, cuando el macho puede cazar cerca de las copas de los árboles, tan alto como 15 m, donde suele cantar. A menudo se une a bandadas de especies mixtas que pasan forajeando por su territorio. Existe alguna evidencia de que las erupciones volcánicas, que pueden cubrir la vegetación de una capa de ceniza y que tienen un impacto sobre las poblaciones de insectos, causan una disminución de la población de C. versicolor.

### Reproducción
En la primavera, el macho comienza a cantar durante los días de buen tiempo desde principios de febrero y continúa durante los meses siguientes, registrándose la mayor frecuencia de cantos entre marzo y mayo.  La hembra construye un nido de forma esférica de agujas de pino. Construye el nido en el suelo en un lugar que cuenta con una capa de agujas de pino caídas, a menudo en un despeñadero.  Recoge las agujas de pino a una distancia de más de 15 m del nido, comprobando cuidadosamente la presencia de depredadores antes de regresar al nido.  Al completar el exterior del nido, cubre la parte interior con una capa de materiales fibrosos blandos, revestidos de musgo.  Pone 2-4 huevos blancos con una corona de manchas de color marrón pálido en el extremo grande y moteado de marrón pálido en otros lugares. Los huevos tienen un tamaño promedio de 17,1 x 13,3 mm. La hembra incuba la puesta sola durante 16 días, sentada en el nido abovedado con su cola sobresaliendo de la abertura y la cabeza vuelta para poder ver al exterior. Está inquieta mientras incuba, cambiando su posición regularmente. Durante la incubación pasa un 71% del tiempo en el nido, en períodos de 13-35 minutos (media de 20,1 minutos), con descansos de 4-13 minutos (promedio de 8,3 minutos). A diferencia de muchas otras especies que anidan en el suelo, no tiene exhibiciones de distracción frente a depredadores.
El pico de las aves juveniles está demarcado por una franja roja, una característica que ha sido utilizada por los taxónomos para entender la sistemática taxonómica de la familia Parulidae. Polluelos pasan unos 10-12 días en el nido antes de salir del nido.  Suelen emparejarse durante su primer otoño.

## Conservación
A lo largo de su área de distribución, las poblaciones de C. versicolor están disminuyendo, principalmente debido a la destrucción y fragmentación de los bosques nubosos de los cuales dependen. La especie está clasificada como vulnerable por la UICN, mientras que el gobierno de México la clasifica como en peligro en ese país.  En 1898, se la describió como "común en las tierras altas del centro de Chiapas".
Sin embargo, en años recientes se ha convertida en la especie menos común de todas los parulidos residentes y migrantes de las tierras altas del norte de Chiapas, con base en los puntos de conteo realizados en esta región.